# سده (اقلید)
سده شهری از توابع بخش سده شهرستان اقلید در استان فارس و در جنوب ایران است. قدمت سده به زمان مادها و احتمالاً پیش از آن بازمی‌گردد و در زمان حمله اسکندر مقدونی به پارسه پایتخت ایران، سده در نقشه مسیر حمله و در راه رسیدن به دروازه پارس قرار داشته که در آنجا نبرد دربند پارس بین سپاه ایران و سپاه یونان درگرفت در سرشماری سال ۱۳۹۵ جمعیت سده برابر با ۶٬۷۴۷ تن بوده‌است.

## تاریخ
سده در ۳۳۱ قبل از میلاد مسیح دروازه پارس و پرسپولیس محسوب می‌شد. اسکندر مقدونی برای حمله به پرسپولیس از سده رد شد و آنجا را نیز به آتش کشید. در زمان حمله مغول‌ها به ایران بسیاری از کتاب‌ها و اسناد مربوط به این دشت مهم به آتش کشیده شد و به همین خاطر بسیار اندک در مورد این دشت اطلاعات کتبی قدیمی در دسترس است. سده یکی از مهم‌ترین شکارگاه‌های پادشاهان ایران باستان بود و تپه‌های باستانی هم در این شهر دیده می‌شود.

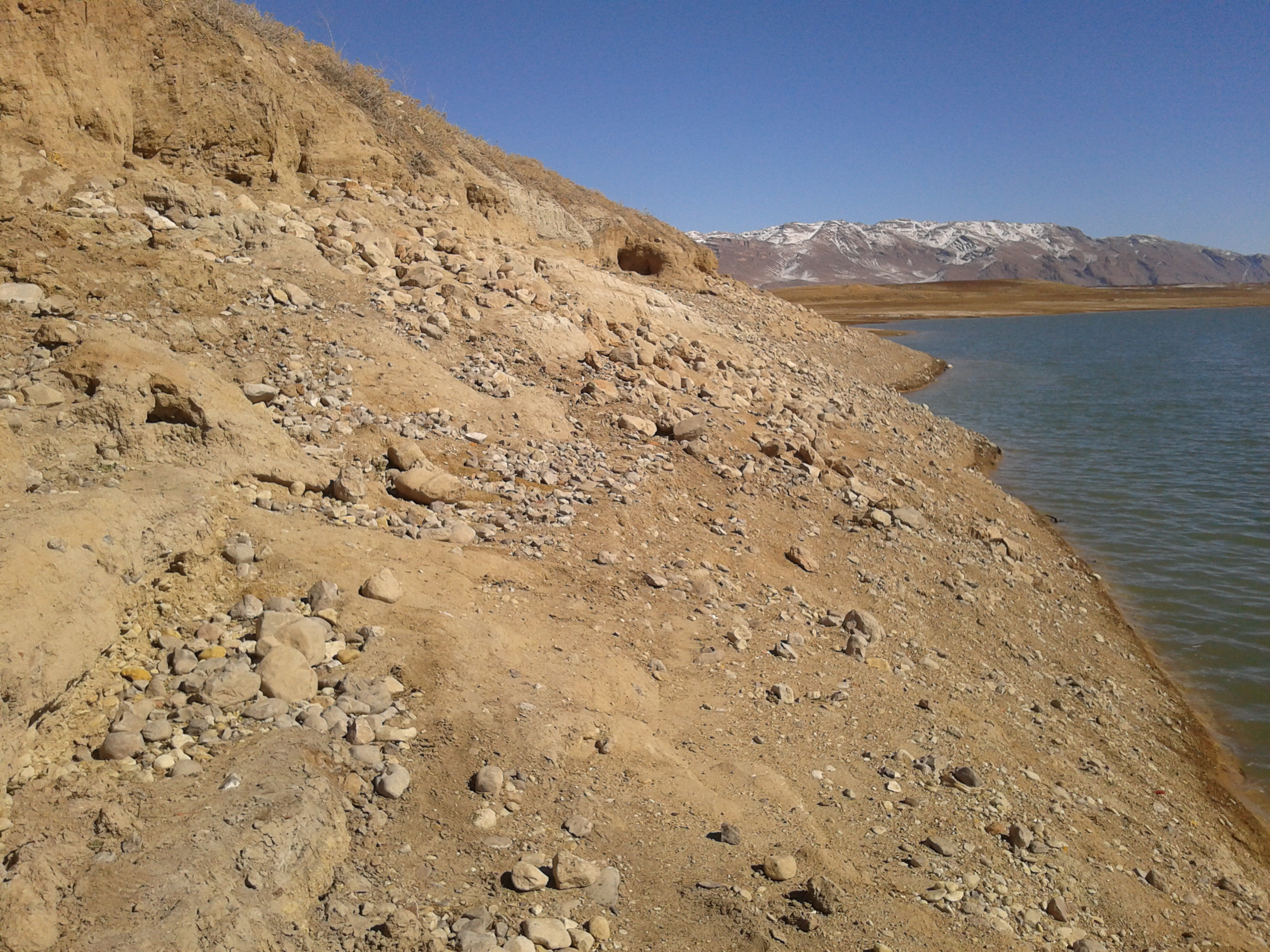
تپه باستانی مهر علی فارسی و آب دریاچه سد ملاصدرا

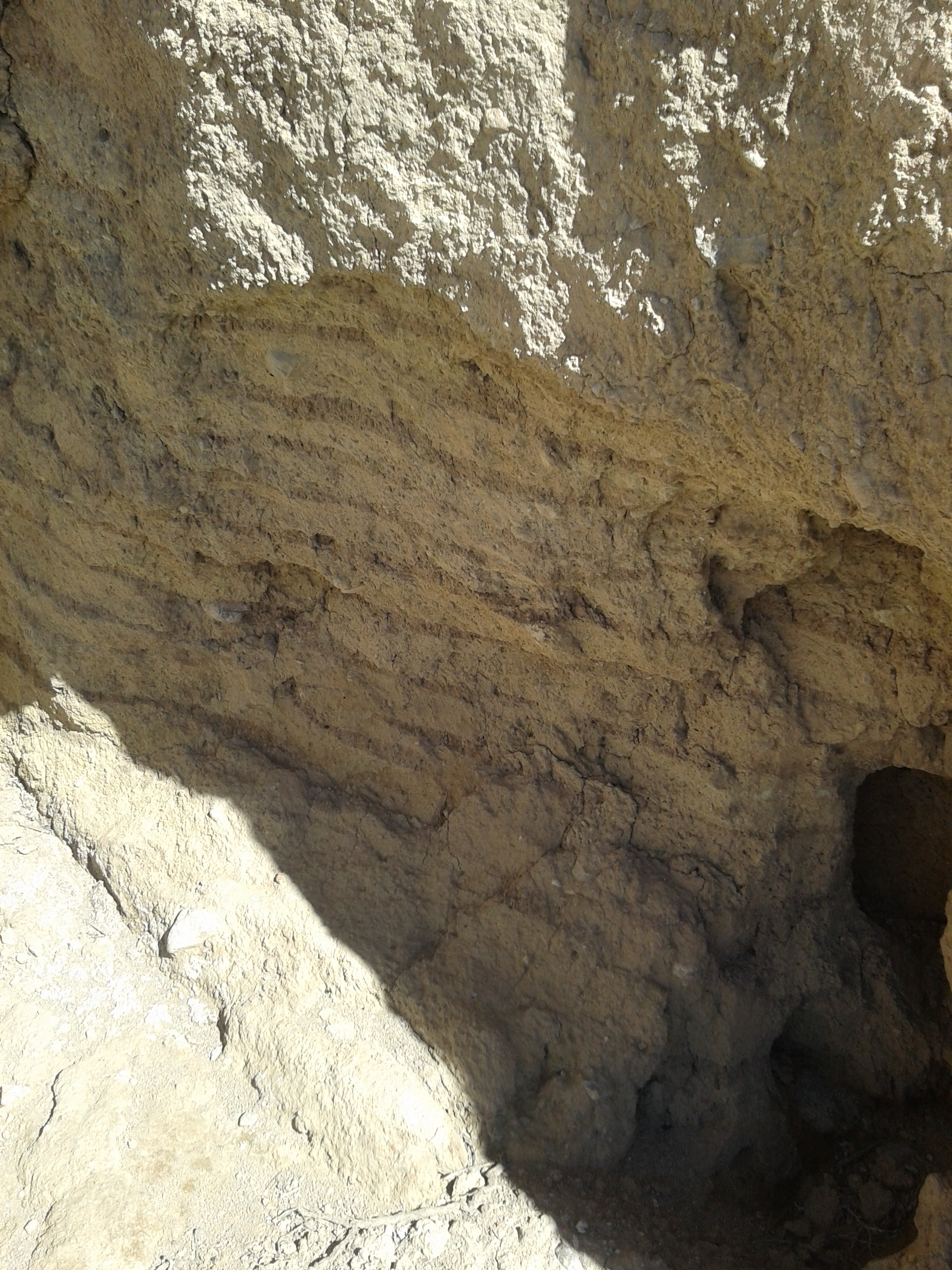
تخریب دیواره خشتی تپه باستانی مهر علی فارسی توسط آب دریاچه سد ملاصدرا

سده دارای مکان‌های تاریخی از قبیل «تل مهر علی فارسی» و «تل نقاره خانه» با قدمتی بیش از ۷ هزار سال است.
بر اساس قدمت اشیای پیدا شده توسط اداره میراث فرهنگی استان فارس در تل مهر علی فارسی، به احتمال زیاد و به‌دلیل نزدیکی این دشت بکر به پایتخت دو امپراتوری مهم هخامنشیان و ساسانیان برخی از جشن‌های شاهنشاهی مربوط به دوره هخامنشیان و ساسانیان موسوم به سده در این مکان برگزار می‌شده‌است.
در کوه‌های سده خرابه‌هایی از کلبه‌های سنگی موسوم به خرف‌خانه یا خرفت خانه وجود دارد، خرفت خانه خرابه‌هایی از کلبه سنگی بسیار کوچکی هستند که احتمالاً در گذشته ایل‌های باستانی قبل از کوچ مریض‌هایی که بیماریشان واگیر دار بود مانند وبا و… قبیله خود را همراه با کمی آب و غذا در آن رها می‌کردند و سپس کوچ می‌کردند.

### فصل دوم کاوش تپه مهرعلی فارسی[۵]
تل مهر پارسی که با گذشت زمان و ورود اسلام به ایران به تپه مهر علی فارسی تغییر نام داده‌است. قسمت اعظم یافته‌ها در مطالعات حکایت از فرهنگ دوره باکون و لپویی می‌کرد که مربوط به دوران تولید غذا و استقرار در روستاها بود که برای اولین بار در شمال استان فارس و در سرشاخه‌های رود کُر در هزاره پنجم پیش از میلاد اتفاق افتاد. علاوه بر این به‌دست آوردن اثر مهر و مهره‌های گلی کوچک حکایت از یک نظام اداری نیز می‌کند که از مشخصه‌های یک سیستم و الگوی پیچیده اجتماعی است که به دنبال آن یک مرکز قدرتمند فعال و نیروی سیاسی می‌طلبد که به نظر می‌رسد در هزاره پنجم پیش از میلاد در تل مهر علی فارسی حاکم بوده‌است.
این تپه متعلق به دوره پیش از تاریخ و آغاز دوران نوسنگی است که مردمان این منطقه برای اولین بار زندگی غار نشینی رها کرده و وارد مرحله تولید غذا و استقرار در روستاها می‌شوند.
این تپه هم عصر تپه سیلک کاشان است که ابتدای استقرار بشریت در دشت‌ها و شروع زندگی روستایی را در خود جای داده‌است.

## فرهنگ
مردم اکثراً به گویش لری جنوبی صحبت می‌کنند که این ترکیب فرهنگی از گذشته خود منجر به ایجاد نوعی فرهنگ خاص و یکتا شده‌است که در منطقه شمال استان فارس به دلیل رسوم محلی ویژه خود بینظیر به نظر می‌رسد. در فرهنگ سده‌ای آوازی محلی که از گذشته نام آن «سورو» بوده‌است وجود دارد. بیشتر این نوع آواز غمگین توسط پیرزنان در مراسم عروسی خوانده می‌شد که هنوز گاهی خوانده می‌شود. احتمال این‌که از دیرباز به علت جدایی عروس از خانواده این نوع آواز در آخر مراسم‌های عروسی خوانده می‌شد زیاد است. که بسیار معمولاً نیز در عزاداری‌ها خوانده می‌شود.

## جغرافیای طبیعی

### چشمه قدمگاه

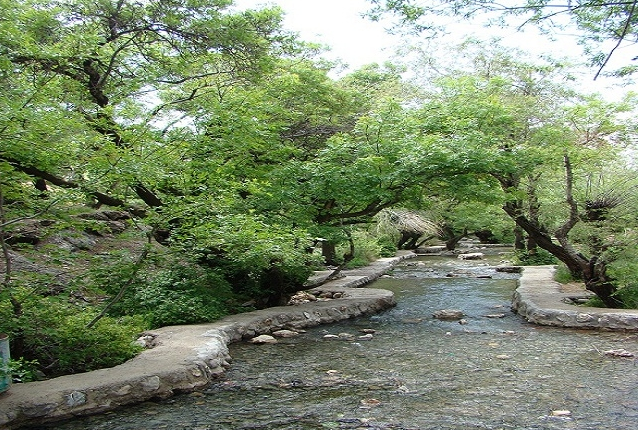
قدمگاه سده

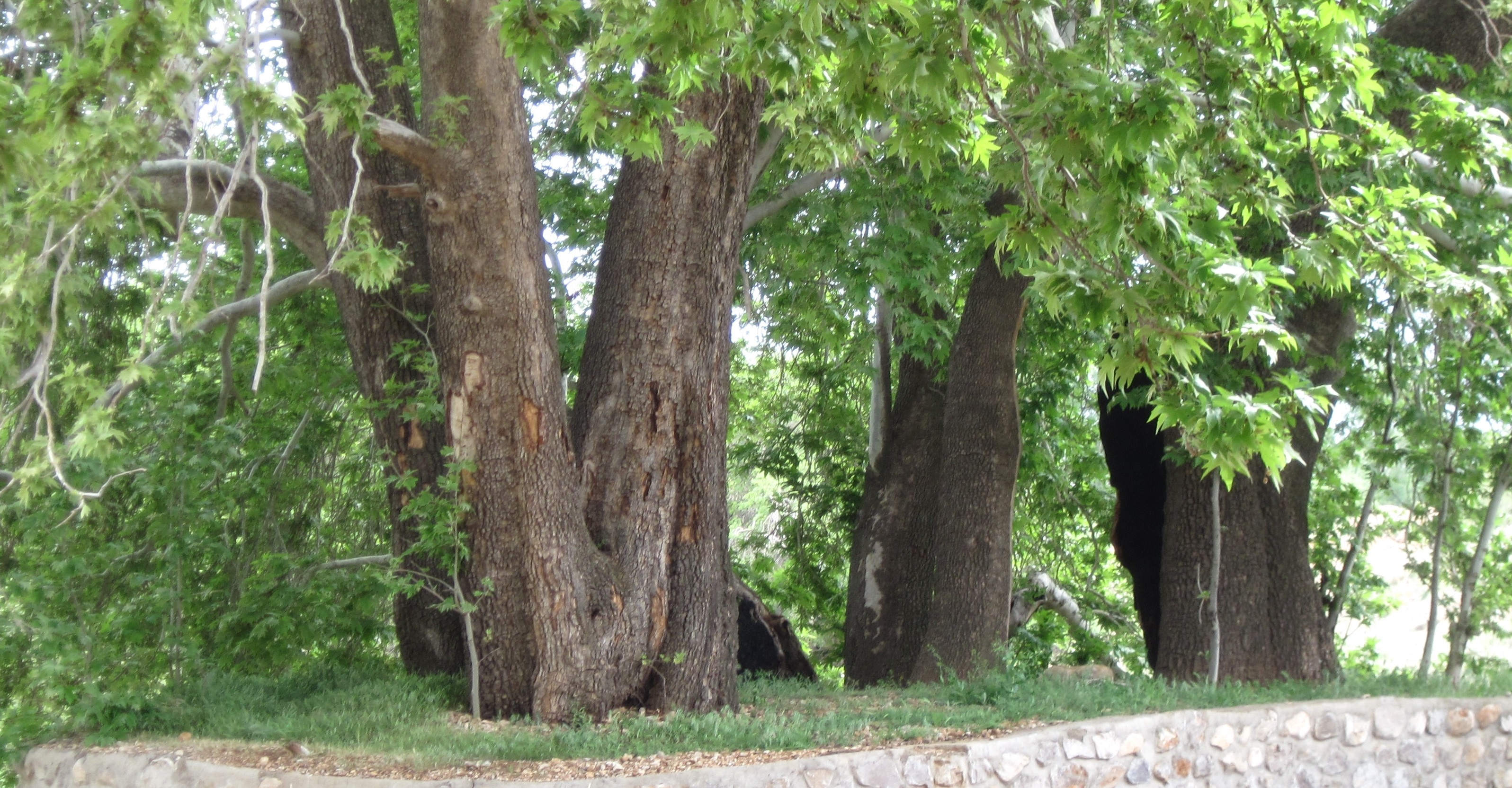
قدمگاه سده

این مکان تفریحی در محلی با پوشش گیاهی مناسب و محوطه‌ای سرسبز و درختکاری شده قراردارد. سه سرچشمه اصلی و پرآب دارد. موقعیت این چشمه برای ایجاد تأسیسات پذیرایی بین راهی بسیار مناسب است. در حال حاضر چشمه فوق پس از انباشت در یک حوضچه بخشی از زمین‌های اطراف را آبیاری می‌کند. آب مصرفی مردم شهر نیز از این چشمه‌ها تهیه می‌گردد. سرچشمه اصلی رود کر از این ناحیه است.

### سد ملاصدرا
از نوع خاکی و سنگریزه‌ای است. روی سر شاخه‌های رود کر احداث شده‌است. این سد در سال ۱۳۸۵ در بخش سده احداث گردیده‌است.
گفته می‌شود این سد یکی از زیان‌بارترین عواملی است که از نظر زیست‌محیطی موجب شده اقلیم سرحد چهاردانگه و سده به‌طور کامل عوض شود.

### پارک جنگلی بنه و بلوط
در تاریخ ۱۵ اسفند ۱۳۹۵ با هدف احیا محیط زیست منطقه سده حدود ۵۵۰۰ اصله نهال بنه و بلوط در حاشیه شهر سده کاشته شد، یکی از اهداف کار احداث بزرگ‌ترین پارک جنگلی حاشیه شهر با گونه‌های بومی بنه و بلوط است.
بنه و بلوط دو گیاه بومی منطقه سده محسوب می‌شود که از ۸۰ سال گذشته تاکنون به علت مصرف بی‌رویه چوب این درختان به عنوان هیزم توسط مردم همین ناحیه بخش بسیار عظیمی از آن از بین رفته‌است. بدون احتساب این ۵۵۰۰ درخت، بنه و بلوط تقریباً در این ناحیه بسیار نادر است.